# 망원동 인공위성
"망원동 인공위성"은 2013년 제작, 2015년에 개봉한 대한민국의 영화이다.

## 내용

#### “나 요즘 인공위성 쏘면서 꿈과 희망을 전파하고 있어…”
티셔츠 1만 장을 팔아 1억 원의 인공위성 발사비용을 충당, DIY 방식으로 인공위성을 만들어 우주로 띄우겠다는 야심 찬 계획에 도전한 아티스트 송호준. 오늘도 그는 자신만의 별을 쏘아 올리겠다는 원대한 포부를 안고 망원동 지하 작업실에서 고군분투 중이다. 하지만 그의 예상과 달리 티셔츠는 도통 팔리지 않고, 발사 일정은 거듭 연기된다. 까다로운 기술적 문제까지 돌파해야 하는 인공위성 DIY 작업 속에서 세계가 주목하는 ‘개인 인공위성 프로젝트’는 점차 벅찬 도전이 되어가는데… 과연 송호준은 성공적으로 꿈을 이룰 수 있을까?

## 캐스팅
- 송호준
- 조성윤
- 박동희
- 설유연
- HL1EEK